# Biała Pierwsza (województwo łódzkie)
Biała Pierwsza – wieś w Polsce położona w województwie łódzkim, w powiecie wieluńskim, w gminie Biała.
W latach 1975–1998 miejscowość administracyjnie należała do województwa sieradzkiego.
W 2011 roku liczba mieszkańców we wsi Biała Pierwsza wynosiła 138.

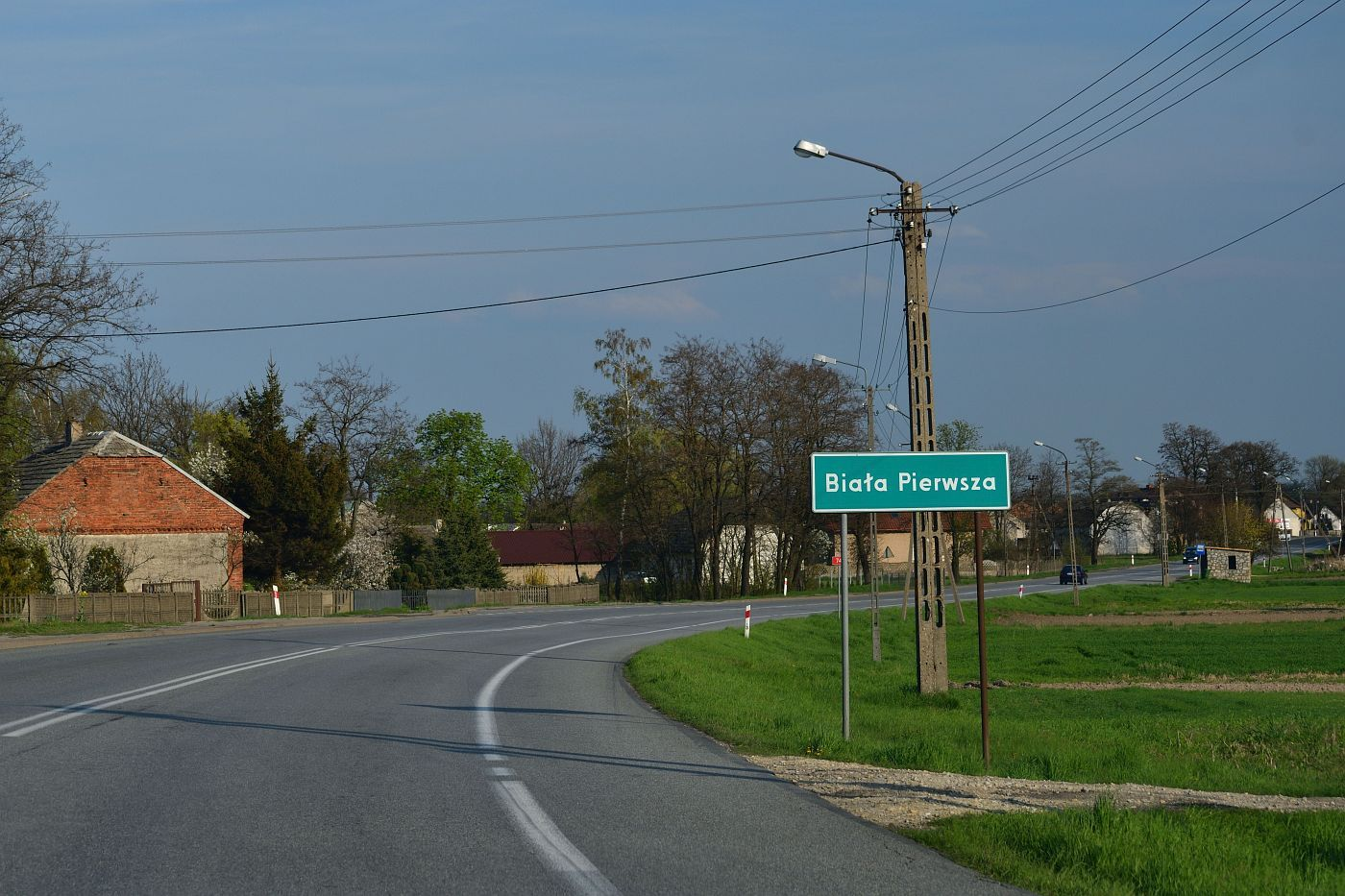
Biała Pierwsza, wjazd 2022